# Wolf Dietrich von Raitenau
Volf Dětřich z Raitenau (německy Wolf Dietrich von Raitenau, 26. března 1559 na zámku Hofen poblíž Bregenze – 16. leden 1617, Hohensalzburg) byl v letech 1587–1612 kníže-arcibiskup v Salcburského biskupského knížectví.

## Život
Volf Dětřich pocházel z jihoněmeckého malošlechtického rodu Raitenau, usazeného v blízkosti Bodamského jezera. Jeho otec Hans Werner z Raitenau byl díky sňatku s Volfovou matkou Helenou z Hohenemsu příbuzensky vzdáleně spřízněn s italským rodem de Medici , konkrétně s Giovannim Angelem de Medici, pozdějším papežem Piem IV., jehož byla neteří. Tím pádem byl Volf Dětřich příbuzným kardinála Karla Boromejského, jenž byl svatořečen ještě za života Volfa Dětřicha.
Po roce 1586 nechal ve farním kostele sv. Petra a Pavla v Orsingenu u sochaře Hanse Morincka zhotovit náhrobek pro svou matku s její sochou v životní velikosti. Jeho bratr Werner z Raitenau byl pochován v Johanitské kapli od Volfa Dětřicha z roku 1627.
Kníže-arcibiskup Volf Dětřich byl znám jednak svými milostnými aférami, ale také podporou umění, díky níž se za Alpami začíná ujímat baroko.

## Znak arcibiskupa Volfa Dětřicha

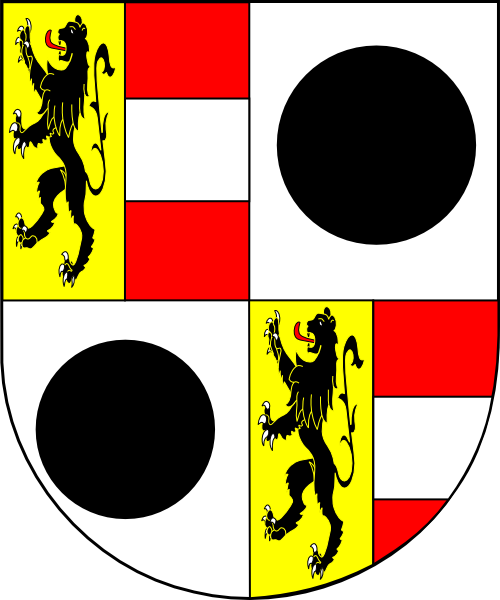
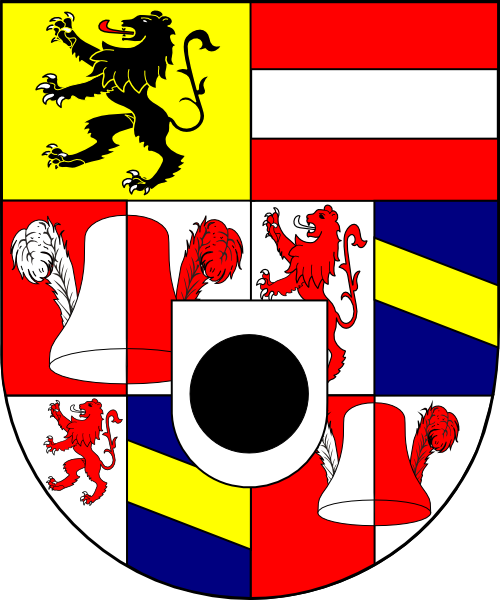
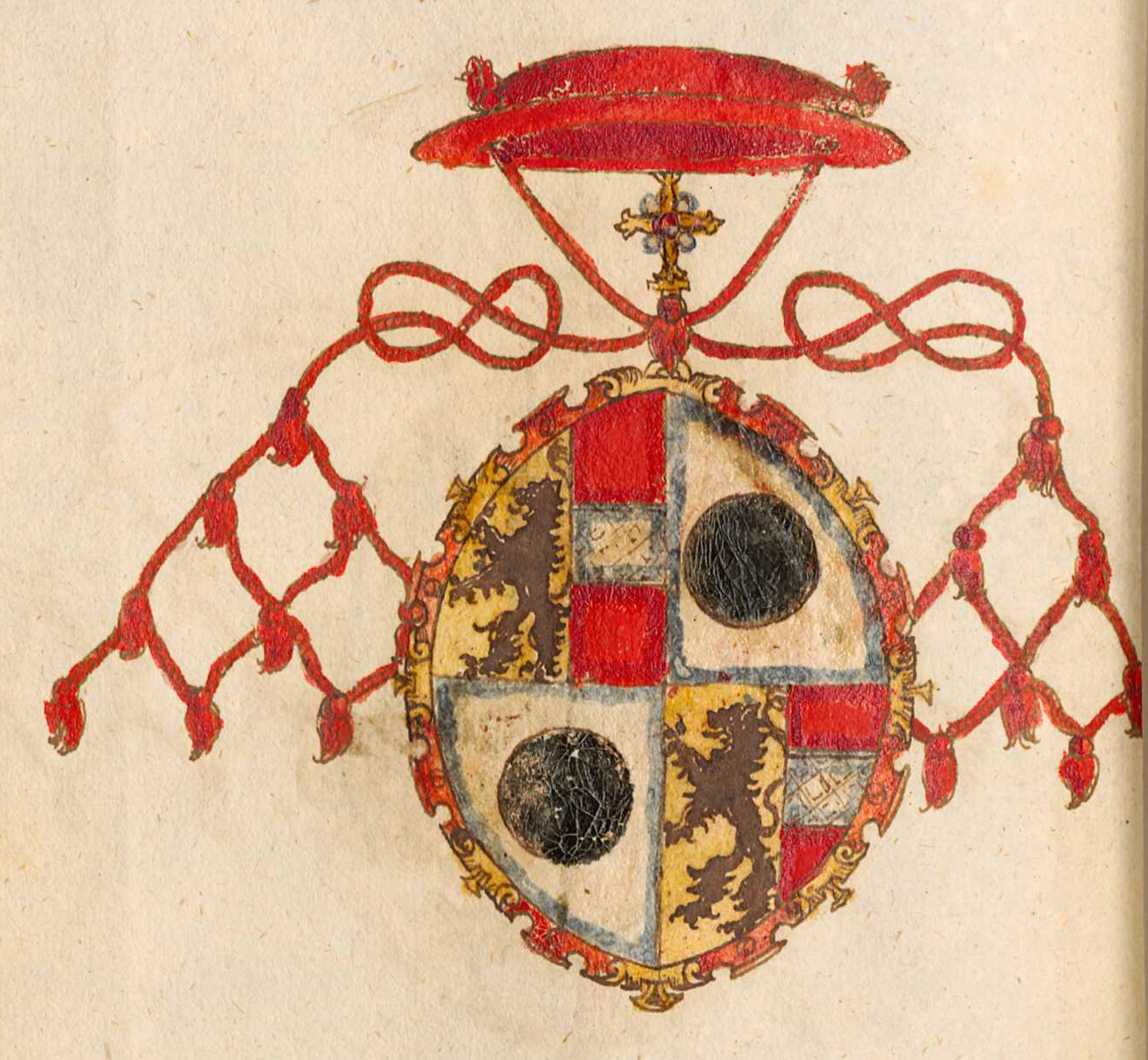